# Шутки в сторону (фильм, 1984)
«Шутки в сторону» — советская музыкальная комедия режиссёра Виталия Макарова. Фильм снят в 1984 году на киностудии им. Горького по стереоскопической системе «Стерео-70».

## Сюжет
Дима Манохин с детства любит цирк и мечтает стать клоуном. Однажды он навестил свою заболевшую одноклассницу Лену в санатории. Чтобы приободрить Лену, Дима начал её веселить. Вскоре его шутки и прибаутки начали оказывать оздоравливающий эффект не только на одноклассницу, но и на остальных больных в этом санатории.

## В ролях
- Григорий Попович — Дима Манохин
- Ольга Кабо — Лена
- Михаил Светин — Валерий Иванович, директор санатория
- Александр Фриш — клоун
- Наталья Рычагова — мать Димы
- Игорь Ясулович — дворник Сергеич
- Валентин Букин — Панкрашкин

## Съёмочная группа
- Виталий Макаров — режиссёр
- Александр Марьямов — сценарист
- Сергей Журбицкий, Юрий Малиновский — операторы
- Александр Журбин — композитор
- Сергей Бочаров — художник

## Премьера
Премьера фильма состоялась в сентябре 1985 года.